# Ashtar Command
Ashtar Command is een Amerikaanse Indierockband. Chris Holmes en Brian Liesegang zijn de leden van de band.

## Biografie
Rond 1997 werd de band gesticht, maar er werden maar een paar nummers geproduceerd, en er werd verder niet veel meer gedaan.
Paul McCartney hoorde Chris Holmes in Zuid-Amerika optreden, en verzocht aan Holmes om iets te doen voor McCartneys eigen vrijdagset op het Coachella Festival in 2009. Holmes creëerde een mix van oude Beatles-covers met McCartney's Temporary Secretary. Holmes toonde het "Ashtar Command"-logo van zijn band aan beide zijden van het Coachella Festival-podium voorafgaand aan zijn openingsact voor McCartney als voorafschaduwing voor een heropleving van Ashtar Command. Op 12 mei 2011 was Chris Holmes op tournee met Paul McCartney in Zuid-Amerika.
Daarna brachten ze het album American Sunshine Vol. 1, in 2011 uit. Het album bevatte onder andere de nummers, Mark IV with Joshua Radin gebruikt in het computerspel FIFA 13, en Deadman's Gun in Red Dead Redemption uit 2010.

## Discografie

### Albums
| Jaar | Titel                                |
| ---- | ------------------------------------ |
| 2008 | Love Songs In Advance of the Landing |
| 2012 | American Sunshine Vol. 1             |

### Singles
| Jaar | Titel                       |
| ---- | --------------------------- |
| 2011 | Mark IV with Joshua Radin   |
| 2019 | Blessed Are the Peacemakers |
| 2019 | Biomaterial                 |
| 2020 | Rebirth                     |
| 2020 | Reality Perception          |

## Verschijningen
- "(Walking On) Landmines" in Ten Inch Hero (1997)[6]
- "Solve My Problems Today" in The Avengers film soundtrack (1998)[7]
- "Summer's End featuring Sinéad O'Connor" in The Avengers film soundtrack (1998)[7]
- "Into Dust" in Music from the OC: Mix 6 (2006)[8]
- "Holding Out For Love" in Grey's Anatomy (Season 6, episode 18)[9]
- "Deadman's Gun" in Rockstar Games' Red Dead Redemption Original Soundtrack (2010)[5]
- "Mark IV with Joshua Radin" in EA Sports' FIFA 13 Soundtrack (2012)[4]
- "Four Years Gone" in How to Make Money Selling Drugs (2012)[10]

## Trivia
- Het nummer "Blessed Are the Peacemakers" is geschreven voor het computerspel Red Dead Redemption 2, maar Rockstar Games besloot het nummer uiteindelijk niet te gebruiken in het spel.[11]